# 白头叶猴
白头叶猴（学名：Trachypithecus poliocephalus）属于猴科，别名花叶猴，棲息在越南及中國，属于中国国家一级保护动物。

## 特征
外形酷似黑叶猴，其头部连同冠毛及颈部和上肩均为白色，像戴一顶白色风帽，手、足背面亦杂有白色，尾的一段为白色。有人认为是黑叶猴的一个亚种。

## 生活习性
生活于热带、亚热带丛林中，善于攀援，不仅能在树上悠荡，也会攀登悬崖。常聚集成家族小群生活，有一定的活动范围和路线，并有相对固定的栖息地。一般栖息于峭壁的岩洞和石缝内。以嫩叶、芽、花、果为食。

## 分布
产于广西。白头叶猴分布狭窄，数量稀少，白头叶猴在中華人民共和國屬於一级重点保护野生动物，截至2021年，該國的野外白头叶猴數量為1300只左右。